# 배트맨 더 브레이브
배트맨 더 브레이브(Batman: The Brave and the Bold)는 DC 코믹스, 동우에이앤이, 디지탈이메이션, 러프 드래프트 코리아에서 간행된 만화 《배트맨》을 원작으로 하는 애니메이션으로, 2008년부터 미국에서 방송되고 있다. DC 코믹스에서 전개되고있는 일련의 시리즈 The Brave and the Bold를 바탕으로 하고있다.

## 성우진

### 주역
- 디드릭 베이더 - 배트맨(브루스 웨인 / 매치스 멀론), 킬로웍, 에이스, 아울맨, 솔로몬 그런디, 펀치, 고릴라 보스, 데이미언 웨인, 로드 데스 맨, 크리피 어셔, 원시인 배트맨, 해적 배트맨, 로마 배트맨, 로봇 배트맨, 초딩 배트맨
- 제프 베넷 - 조커 / 레드 후드, 오맥, 캡틴 마블, 배트맨(노래), 아브라 카다브라, 조커마이트, 프레즈 리처즈, 스타맨
- 코리 버튼 - 레드 토네이도, 실버 사이클론, 토머스 웨인, 팰스페이스, 닥터 미드나이트, 윌리엄 매그너스 박사, 머큐리, 킬러 모스, 잘 장군, 배트망가 배트맨, 앨런 스콧
- 존 디마지오 - 아쿠아맨, 고릴라 그로드, 타이거 솔저, 타이폰, 에너미 에이스, 우부, 얼굴 없는 사냥꾼, 블랙 아담, 블랙 마스크, 타투, 파라오, 토이맨, 비질랜티, 헬그러마이트, 미스터 프리즈, 리저네어, 캡틴 부메랑
- 윌 프리들 - 블루 비틀, 스칼렛 스캐럽, 레이지 아이
- 톰 케니 - 플라스틱맨, 베이비 페이스, 레이, 데드샷, 미러 마스터, 으메이징맨
- 제임스 아널드 테일러 - 그린 애로우, 블루 보우맨, 가이 가드너, 메이저 디재스터, 우탄, 나부, 마크 데즈먼드, 아거스, 레슬리 데이비스

### 게스트 출연
- 모레나 바카링 - 치타
- 에도아르도 발레리니 - 벌처, 잭
- 잰더 버클리 - 시네스트로
- 클랜시 브라운 - 퍼 데가톤, 로툴
- 개브리엘 카테리스 - 비키 베일, 레이스원 공주
- 패트릭 캐버나 - 데이미언 웨인
- 민디 콘 - 벨마 딩클리
- 제프리 쿰스 - 카이트맨
- 케빈 콘로이 - 저엔아의 배트맨, 팬텀 스트레인저
- 팀 콘웨이 - 위퍼
- 올리비아 다보 - 엘라스티걸
- 다이앤 델러노 - 빅 바르다
- 데이나 덜레이니 - 빌시 베일러
- 마이클 돈 - 베인, 크럴
- 그레그 엘리스 - 젠틀맨 고스트, 닥터 페이트, 캐벌리에, 토머스 웨인
- R. 리 어메이 - 와일드캣
- 오데드 페르 - 에퀴녹스
- 엘런 그린 - 미즈 맨페이스
- 요안 그리피드 - 블루 비틀 스캐러브, 레드 라이언
- 마크 해밀 - 스펙터
- 닐 패트릭 해리스 - 뮤직 마이스터
- 티피 헤드런 - 히폴리테
- 존 마이클 히긴스 - 리들러
- 윌리엄 캣 - 호크맨
- 월리스 랭햄 - 오션 마스터
- 로런 레스터 - 그린 랜턴 (할 조던)
- 비키 루이스 - 원더우먼
- 매슈 릴러드 - 섀기 로저스
- 칼 럼블리 - 토네이도 챔피언
- 팀 매더슨 - 자비스 코드
- 데이비드 매컬럼 - 아쿠아맨 2
- 앤디 밀더 - 제이 개릭
- 리처드 몰 - 루 목슨, 투페이스
- 필 모리스 - 폭스, 조나 헥스
- 러레인 뉴먼 - 미스 미네르바
- 줄리 뉴마 - 마사 웨인
- 게리 오언스 - 스페이스 고스트
- 헌터 패리시 - 키드 플래시, 지오포스
- 론 펄먼 - 닥터 더블 엑스
- 짐 피덕 - 캘린더맨, 닥터 왓슨, 닥터 시바나, 샤잠
- 제임스 리마 - 투페이스
- 로저 로즈 - 슈퍼맨
- 폴 루번스 - 배트마이트
- 헨리 롤린스 - 로봇맨
- 마이클 로젠바움 - 데드맨
- 제프리 로스 - 본인
- 스티븐 루트 - 펭귄, 우지 윙크스, 플래닛 마스터, 킬러 크록
- 피터 스콜라리 - 레이 파머
- 톰 에버렛 스콧 - 부스터 골드
- 제니퍼 시먼 - 스타 사파이어
- 아민 시머먼 - 캘큘레이터, 사이코파이럿, 프로프 헤일리, 가디언즈 오브 유니버스
- 존 웨슬리 십 - 프로페서 줌
- J. K. 시먼스 - 가디언즈 오브 유니버스, 이블 스타, 카일 모건
- 크리 서머 - 빅슨
- 제프리 탬버 - 크레이지 퀼트
- 토니 토드 - 아스타로스
- 앨런 튜딕 - 배리 앨런
- 마이클 T. 와이스 - 애덤 스트레인지
- 애덤 웨스트 - 토머스 웨인, 프로토봇
- 윌 휘턴 - 테드 코드
- 마이클 제이 화이트 - 타투드맨
- 게리 앤서니 윌리엄스 - 펀 하우스, 몽굴, 몽갈
- 타일러 제임스 윌리엄스 - 제이슨 러시
- 웨이드 윌리엄스 - 맨티스
- 토머스 F. 윌슨 - 스포츠마스터, 캣맨
- 헨리 윙클러 - 앰부시 버그
- 피터 우드워드 - 시저, 라스 알굴
- 마이클리언 울리 - 칼리박, 다크사이드
- 위어드 알 얀코빅 - 본인

### 단역
- 서배스천 베이더 - 미래의 로빈
- 디 브래들리 베이커 - 클락 킹, 제이슨 블러드, 필릭스 파우스트, 체모, 스케어크로, 배트하운드, 오베론, 란잠, 도브, 브라더 아이, 코퍼헤드, 미스터 아톰, 미스핏, 워런 그리피스, 존 윌크스 부스
- 그레그 버거
- 브라이언 블룸 - 립 헌터, 캡틴 아톰
- 스티븐 블룸 - 히트 웨이브, 캡틴 콜드
- 앤드리아 보언 - 탈리아 알 굴
- 이언 뷰캐넌 - 셜록 홈스
- 캐시 카발디니 - 알라나 스트레인지, 루비 라이더
- 그레이 딜라일 - 파이어, 블랙 카나리 모녀, 대프니 블레이크, 딕 그레이슨(망가버전)
- 존 드 비토 - 캡틴 마블 주니어
- 숀 도넬리언 - 일롱게이티드맨, 스티브 트레버
- 로빈 앳킨 다운스 - 웨더 위저드, 코브라, 파이어플라이, 텐아이드맨
- 빌 파거바키 - 로니 레이먼드
- 니카 퍼터먼 - 라시나, 캣우먼
- 제임스 개릿 - 알프레드 페니워스
- 재커리 고든 - 어린 브루스, 어린 아쿠아래드
- 리처드 그린 - 크리가 장군
- 킴 마이 게스트 - 카타나
- 니컬러스 게스트 - 퀘스천, 마션 맨헌터
- 제니퍼 헤일 - 라모나, 포이즌 아이비, 자타나, 킬러 프로스트, 아이스
- 데이비드 K. 힐 - 네거티브맨
- 시레나 어윈 - 메라, 로이스 레인
- 로리 존슨 - 마 머더
- [[마이키 켈리 - 카만디
- 렉스 랭 - 닥터 폴라리스, 아워맨, 골드, 하이드로젠
- 호프 레비 - 스타걸, 팬텀 레이디
- 유리 로언솔 - 미스터 미러클, 벤 테니슨
- 트레스 맥닐 - 미즈 개츠비
- 제이슨 마즈든 - 파코, 스피디
- 버네사 마셜 - 포이즌 아이비, 배트우먼
- 리처드 맥고너글 - 사다스, 페리 화이트, 브레이니악
- 스콧 멘빌 - 메타모르포
- 제이슨 C. 밀러 - 돌맨, 블랙 콘도르
- 팻 뮤직 - 마사 웨인
- 라이언 오초아 - 스피디
- 피터 오노라티 - 조 칠
- 비반 팜 - 카타나
- 알렉산더 폴린스키 - 슬러그, 지미 올슨
- 레이철 퀘인턴스 - 캐럴 페리스
- 엔 라이텔
- 피터 레너에디 - 엉클 샘, 에이브러햄 링컨
- 케빈 마이클 리처드슨 - 블랙 만타, 데스페로, 스테픈울프, 블록버스트, 디텍티브 침프, 스타로, 버락 오바마, 렉스 루터, 미스터 믹시즈피틀릭
- 범퍼 로빈슨 - 블랙 라이트닝
- 로저 로즈 - 아마조
- 일라이자 슈나이더 - 파울라 폰 귄터, 조젯 테일러
- 제러미 셰이다 - 딕 그레이슨
- 잭 셰이다 - 아쿠아래드
- 제임스 시에 - 라이언 최
- 제인 싱어 - 주얼리
- 메건 스트레인지 - 할리 퀸
- 프레스턴 스트로더 - 아서 커리 주니어
- 타라 스트롱 - 헌트리스, 빌리 뱃슨, 메리 마블, 조지아 시바나
- 게리 앤서니 스터지스 - 브론즈 타이거
- 프레드 태터쇼어 - 뮤턴트 마스터, 아스널
- 힌든 월치 - 플래티넘
- 프랭크 웰커 - 스쿠비두, 핑구, 배트보이
- 빌리 웨스트 - 스키츠, 판즈워스 교수
- 메이 휘트먼 - 배트걸
- 티렐 잭슨 윌리엄스 - 크리스
- 크로퍼드 윌슨 - 나이트윙
- 마크 워든 - 캔자 로
- 타티야나 야수코비치 - 모게인 르 페이
- 키언 영